# Осетры
Осетры́ (лат. Acipenser) — род пресноводных, полупроходных и проходных рыб из семейства осетровых с вкусным и весьма дорогостоящим мясом.

## Описание
Длина тела до 6 м (атлантический и белый осетры), масса — до 816 кг (белый осётр).
Род осетры характеризуется следующими признаками: продольные ряды костяных щитков-жучек не сливаются между собой на хвосте; брызгальца есть, лучи хвостового плавника огибают конец хвоста.
К роду принадлежит 17 видов по большой части крупных рыб северного умеренного пояса, из которых некоторые достигают весьма значительных размеров. Большая часть видов — рыбы проходные, входящие весной из морей в реки для нереста, некоторые виды также и осенью на зимовку. Некоторые виды — пресноводные, живущие в реках или входящие в реки для нереста из озёр, в которых живут обыкновенно. Область распространения рода Acipenser включает Евразию и Северную Америку.
Некоторые виды (атлантический осётр (Acipenser sturio), а также по Гюнтеру американский осётр — A. maculatus) обладают весьма обширной областью распространения, так как водятся и в Европе, и в Америке (по отношению к A. maculatus явление это носит, по-видимому, случайный характер: он иногда заплывает в европейские воды, но А. sturio встречается и в Европе и в Америке).
Осетры держатся преимущественно у дна, питаются рыбой, моллюсками, червями и т. д. Плодовитость у крупных рыб может доходить до нескольких миллионов икринок. При этом масса икры перед нерестом составляет до 25 % общей массы тела. Несмотря на такую громадную плодовитость, многие виды находятся под угрозой исчезновения, вследствие беспощадного и неосмотрительного лова. В Каспийском море было сосредоточено 90 % мирового запаса осетров.

## Рыбный промысел

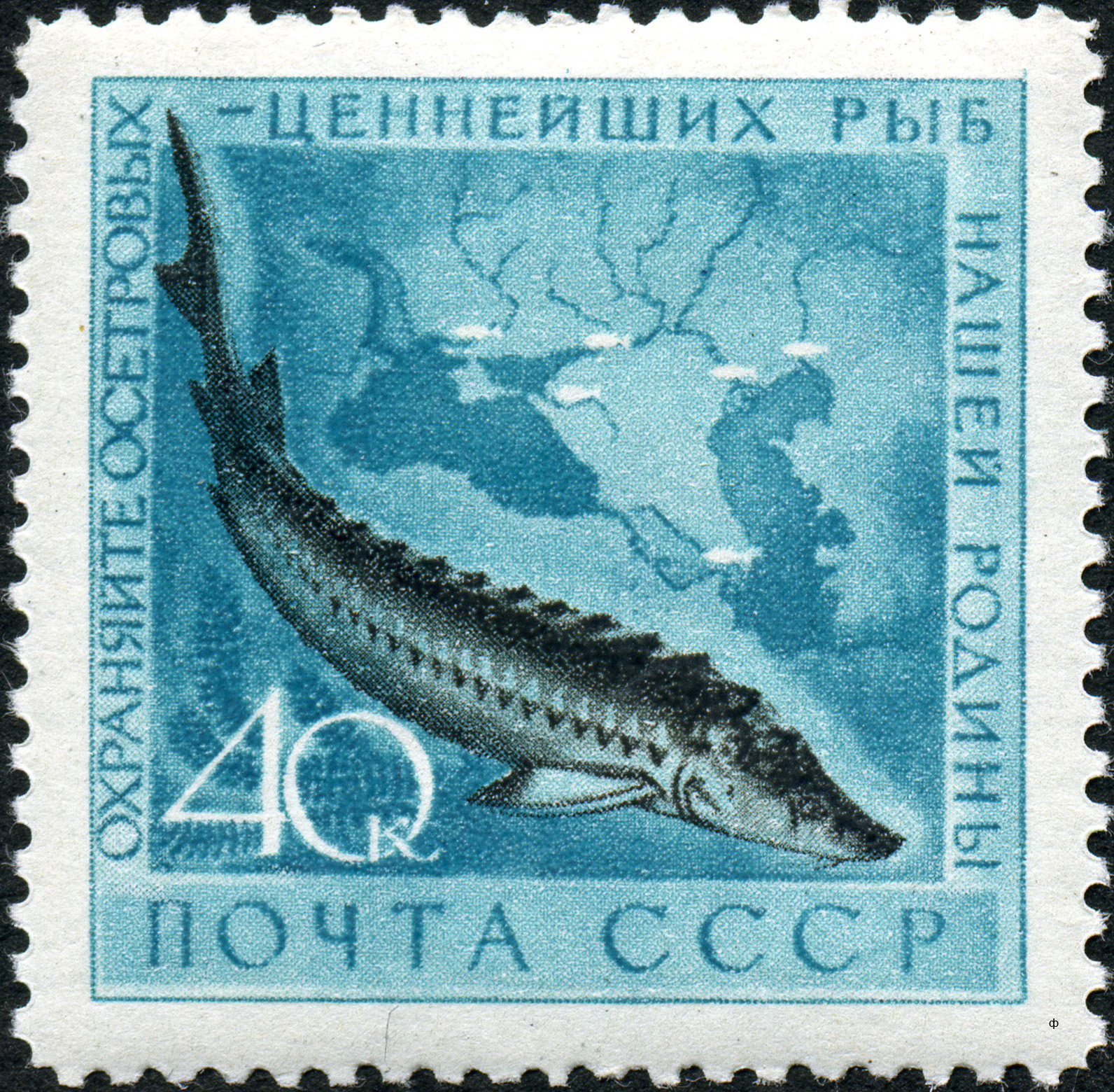
Почтовая марка СССР, 1959 год

В промысловом отношении рыбы эти весьма ценны: кроме вкусного и весьма дорогостоящего мяса, от них получается значительное количество икры, представляющей один из наиболее ценных рыбных продуктов, плавательные пузыри, дающие высокого качества рыбий клей, и спинная струна, употреблявшаяся в пищу под названием визиги. Мясо идёт в продажу в свежем виде, мороженом, солёном, вяленом и копчёном. Наибольшее количество видов осетров обитает в водоёмах и реках России.
В начале XX века лов осетровых рыб в Российской империи (в бассейне Каспийского моря) составлял 90 % всего мирового вылова осетровых.
Главными центрами промысла являлись моря Каспийское и Азовское с Чёрным и реки, впадающие в них, преимущественно протекающие в пределах России. Размеры промысла здесь были громадны, несмотря на значительное уменьшение количества осетровых рыб вообще. Здесь ловился русский осётр, шип, севрюга и (в реках) стерлядь, а в Каспийском море, кроме того, персидский осётр (А. persicus). В реках Балтийского бассейна и в Балтийском море ловился лишь атлантический осётр и, в сравнительно малом количестве, в реках бассейна Европейского Ледовитого океана стерлядь (в Сев. Двине) и изредка сибирский осётр (в Печоре). Большое количество осетров водилось также в реках Сибири: в бассейне Оби — А. baeri и отчасти A. stenorhynchus, в бассейне Енисея те же два вида с преобладанием последнего; в Аральском бассейне — шип, в Амурском — А. schrenckii и A. dauricus.
С начала XXI века промысел почти всех видов осетров в России, в европейских странах и странах Каспийского бассейна запрещён.
Все виды включены в Красную книгу МСОП как находящиеся под угрозой исчезновения. Многие виды занесены в Красные книги России и других стран, где и водятся осетровые.

## Виды
В роде осетров (Acipenser) выделяют 17 современных видов и несколько ископаемых:
 Acipenser baerii Brandt, 1869 — Сибирский осётр
 Acipenser brevirostrum Lesueur, 1818 — Тупорылый осётр
 Acipenser dabryanus — Корейский осётр
 Acipenser fulvescens — Озёрный осётр
 Acipenser gueldenstaedtii — Русский осётр
 Acipenser medirostris — Зелёный осётр
 Acipenser mikadoi — Сахалинский осётр
 Acipenser naccarii — Адриатический осётр
 Acipenser nudiventris — Шип
 Acipenser oxyrinchus Mitchill, 1815 — Американский атлантический осётр
 Acipenser persicus — Персидский осётр
 Acipenser ruthenus Linnaeus, 1758 — Стерлядь
 Acipenser schrenckii — Амурский осётр
 Acipenser sinensis — Китайский осётр
 Acipenser stellatus — Севрюга
 Acipenser sturio Linnaeus, 1758 — Атлантический осётр
 Acipenser transmontanus — Белый осётр
Ископаемые виды:
- Acipenser albertensis † — кампанский ярус верхнего мела — ранний палеоцен 83,5—61,7 млн лет назад[11]
- Acipenser amnisinferos † — поздний меловой период Северной Америки[12];
- Acipenser eruciferus † — кампанский — маастрихтский ярусы верхнего мела 83,5—65,5 млн лет назад[13]
- Acipenser molassicus †
- Acipenser ornatus †[14]
- Acipenser praeparatorum † — поздний меловой период Северной Америки[12];
- Acipenser toliapicus † — лютетский ярус эоцена 48,6—40,4 млн лет назад[15], Европа и северная Азия[16]

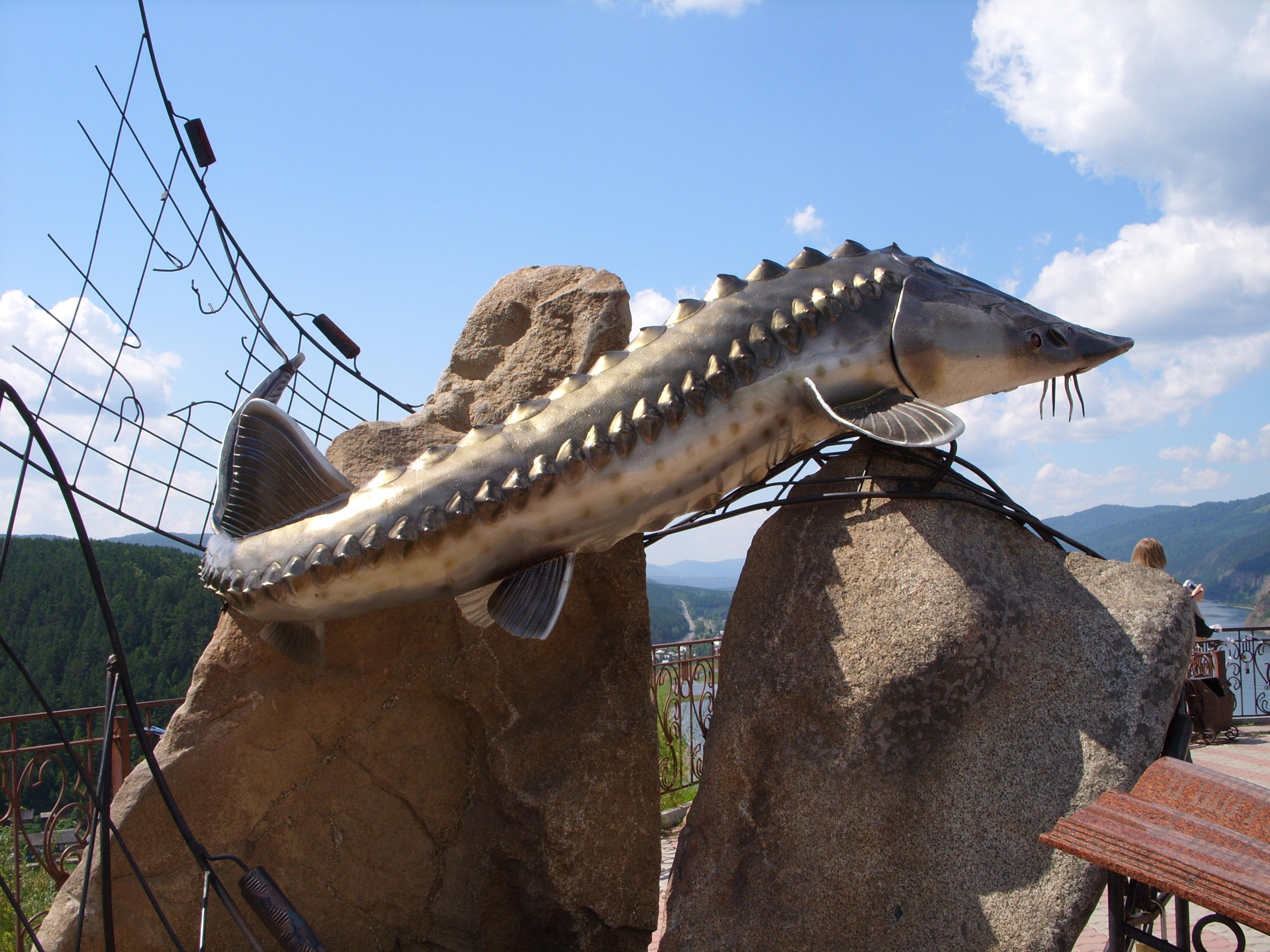
Памятник астафьевской «царь-рыбе» близ Красноярска

- Acipenser tuberculosus †

## Осётр в художественной литературе
- Виктор Астафьев — повесть «Царь-рыба» (1976). В книге подробно описан, помимо прочего, браконьерский лов осетра на Енисее.
- Иван Ласков — повесть «Осетрина» (1977).
- Борис Емельянов — рассказ «Осётр на цепи» (1950).

## Геральдика
Изображение осетра часто встречается на гербах городов и других административно-территориальных образований:

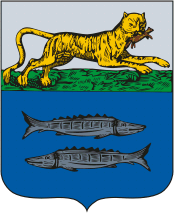
Герб Жиганска
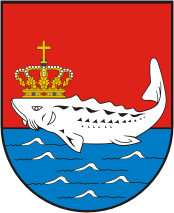
Герб Балтийска
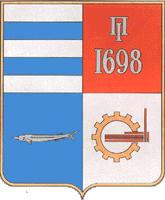
Герб Таганрога
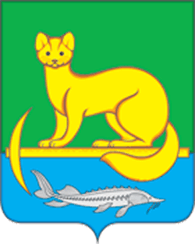
Герб Мотыгинского района Красноярского края
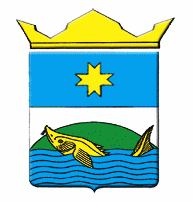
Герб Сарапульского района Удмуртии
Герб Саратовской области